# Эгоцентрическое искажение
Эгоцентрическое искажение — это тенденция слишком сильно полагаться на своё собственное восприятие и/или иметь более высокое мнение о себе, чем есть на самом деле. Как представляется, это результат психологической потребности удовлетворять своё эго и быть полезным для консолидации памяти. Исследования показали, что впечатления, идеи и убеждения легче вспомнить, когда они соответствуют своим собственным, вызывая эгоцентрическую перспективу. Майкл Росс и Фиоре Сиколи впервые определили это когнитивное искажение в своей статье 1979 года «Эгоцентрическое искажение в доступности и атрибуции». Эгоцентрическое искажение упоминается большинством психологов в качестве обобщающего понятия, под которое попадают другие связанные явления.
Эффекты эгоцентрического искажения могут отличаться в зависимости от личных характеристик, таких как возраст и владение несколькими языками. До настоящего времени было проведено много исследований, посвящённых конкретным последствиям эгоцентрического искажения в различных ситуациях. Исследования совместных групповых задач выявили, что люди рассматривают свой собственный вклад в решение задач иначе, чем чужой вклад. Другие исследования были направлены на изучение того, как психологически здоровые пациенты проявляют эгоцентрическое искажение, а также на взаимосвязь между эгоцентрическим искажением и распределением избирателей. Эти типы исследований, смежные с эгоцентрическим искажением, обычно включают письменные или устные анкетные опросы, основанные на личной жизни субъектов или их решениях в различных гипотетических ситуациях.

## История и исследования
Термин «эгоцентрическое искажение» был впервые введён в 1980 году Энтони Гринуолдом, психологом из Университета штата Огайо. Он описал это как явление, когда люди искажают своё мнение так, что их воспоминания и их первоначальное понимание отличается от того, что на самом деле произошло. Он ссылается на исследования Роджерса, Койпера и Киркера, которые объясняют, что эффект самореференции — это способность людей лучше запоминать информацию, если они думают о том, как информация повлияет на них в процессе кодирования (запись воспоминаний в их мозгу). Гринуолд утверждает, что эффект самореференции заставляет людей преувеличивать их роль в ситуации. Кроме того, информация лучше кодируется, и, таким образом, люди с большей вероятностью страдают от эгоцентрического искажения, если они производят информацию активно, а не пассивно, например путём непосредственного участия в исходе ситуации.
Эгоцентрическое искажение возникает, когда люди не могут видеть ситуацию с точки зрения других людей. Эгоцентрическое искажение влияет на этические суждения до такой степени, что люди не только верят, что корыстные результаты предпочтительны, но также что это морально верный способ действия.
Люди более склонны осознавать своё собственное поведение, поскольку они могут использовать свои мысли и эмоции, чтобы получить больше информации о себе. Эти мысли и эмоции могут влиять на то, как люди видят себя по отношению к другим в конкретных ситуациях. Обычный пример: людей просят определить вклад каждого в рамках совместного проекта. Дэниел Шактер, профессор психологии Гарвардского университета, рассматривает эгоцентрическое искажение как один из «семи грехов» памяти и, по сути, отражает ту важную роль, которую играет «я» в кодировании и извлечении эпизодических воспоминаний. Таким образом, люди часто считают, что их вклад в совместный проект больше, чем у других, поскольку люди склонны больше сосредотачиваться на том, как много они сделали.
В социальном контексте эгоцентрическое искажение влияет на выбор социального круга, способного поддерживать положительные качества человека. Исследования показывают, что выбор друзей или круга общения, скорее всего, будет зависеть от количества полученных положительных отзывов.

## Примеры
В исследовании, проведённом в Японии в 1993 году, испытуемым было предложено записывать честные или нечестные поступки, которые совершали они или другие. Когда они писали о честных поступках, обычно начинали со слова «я», а не «другие». Аналогично, они начинали нечестные поступки со слова «другие», а не «я». Это демонстрирует, что люди склонны приписывать себе успехи и положительное поведение, перекладывая при этом бремя неудач и отрицательного поведения на других. Помимо этого, в исследовании были выявлены гендерные различия: японские женщины, по сравнению с мужчинами, помнили о поведении других больше, чем о собственном, а также более правдоподобно характеризовали честное или нечестное поведение других, чем своё собственное.
Другое исследование показало, что эгоцентрическое искажение влияет на воспринимаемую справедливость. Испытуемые считали, что переплата им более справедлива, чем переплата другим; напротив, они чувствовали, что недоплата им была менее справедливой, чем недоплата другим. Исследования Гринберга показали, что этот эгоцентризм устранялся, когда испытуемых ставили в самосознающее состояние, которое достигалось путём помещения испытуемых перед зеркалом. Когда человек не осознаёт себя, он чувствует, что что-то может быть справедливым для него, но не обязательно справедливым для других. Поэтому справедливость была чем-то предвзятым и субъективным. Когда человек осознаёт себя, существует единый стандарт справедливости и непредвзятость. Когда испытуемым возвращали самосознание, они оценивали переплату и недоплату как себе так и другим одинаково несправедливыми. Считается, что эти результаты были получены из-за того, что самосознание повысило озабоченность испытуемых относительно воспринимаемой справедливости оплаты, тем самым перекрывая эгоцентрические тенденции.
Эгоцентрическое искажение также может ясно наблюдаться у маленьких детей, особенно тех, у кого ещё не развита модель психики человека, или способность понимать конкретные ситуации с точки зрения других людей. В одном из исследований, проведённом Виммером и Пернером, ребёнку и мягкой игрушке представляли две разноцветные коробки и показывали, что одна из них содержит интересующий объект. Исследователь затем убирал мягкую игрушку из комнаты и перемещал объект в другую коробку. Когда детей спрашивали, где мягкая игрушка будет искать объект, подавляющее большинство детей указывали на коробку, в которой, как они знали, находится объект. Вместо того чтобы думать о точке зрения игрушки, дети проявляли эгоцентрическое искажение, предполагая, что игрушка будет разделять их видение, даже не обладая той же информацией, что и они.

## Причины
Причины и мотивы эгоцентрического искажения были исследованы в 1983 г. в журнальной статье Брайана Муллена из Государственного университета Мюррея. Вдохновлённый исследованием Лии Росса и других, демонстрирующим эффект ложного согласия, Муллен уделил переоценке согласия основное внимание. Он проанализировал телешоу NBC «Угадай проценты» («Play the Percentages»), чтобы определить, коренится эгоцентрическое искажение в субъективном восприятии и непреднамеренном искажении реальности или же в осознаваемой, намеренной мотивации казаться нормализованным (обычным). Субъектами в этом анализе были участники шоу, 20-30 летние супружеские пары, принадлежащие к среднему классу, с равным гендерным распределением. В начале каждого шоу аудитории студии задавали несколько простых вопросов, а процент правильных ответов записывался для последующего использования в игре. В течение каждого раунда игры соперники оценивали процент правильных ответов. Участник, назвавший более близкое число, выигрывал процент правильных ответов в качестве игровых очков и, если правильно отвечал на простой вопрос, выигрывал остальной процент вплоть до максимально возможных 100 очков. Первая пара, набравшая 300 очков, получала денежный приз с возможностью выиграть больше призов в бонусных раундах. Таким образом, телешоу обеспечила стимул для непредвзятых оценок согласия. Статистический анализ собранных данных показал, что «эгоцентрическое искажение ложного согласия наблюдается несмотря на мощный стимул для непредвзятой оценки согласия». Этот анализ в конечном итоге подтверждает гипотезу о том, что эгоцентрическое искажение является результатом непреднамеренного искажения восприятия реальности, а не осознаваемой, намеренной мотивацией казаться нормализованным (обычным).
С психологической точки зрения, воспоминания, по-видимому, хранятся в мозге эгоцентрично: роль самого себя усиливается в собственных переживаниях, чтобы сделать их более относящимися к личности и тем самым легче извлекаемыми из памяти. По этой причине воспоминания о раннем детстве может быть сложнее восстанавливать в памяти, поскольку чувство самосознания менее развито, поэтому старые воспоминания не так сильно связаны с собой, как новые. Более того, эгоцентрическое искажение, возможно, эволюционировало со времён охотников и собирателей, когда общины были небольшими и достаточно взаимозависимыми, чтобы люди могли предположить, что другие люди имеют очень похожие точки зрения. Эгоцентричный взгляд мог бы снизить когнитивную нагрузку и повысить эффективность коммуникации.

## Влияние личных характеристик

### Возраст
Исследование, опубликованное Рива, Трисколи, Лэм, Карнаги и Силани в 2016 году, показало, что эгоцентрическое искажение в большей степени проявляется у подростков и пожилых людей, чем у 18-60 летних. Они исследовали эмоциональный эффект визуально-тактильной стимуляции на парах участников из 114 женщин разных возрастов. Различная степень эгоцентрического искажения с возрастом объяснялось циклом развития правой надкраевой извилины теменной доли, которая заканчивает развитие в конце подросткового возраста и рано дряхлеет.

### Двуязычие
Недавние исследования эгоцентрического искажения проводились в различных подгруппах людей, таких как двуязычные люди. Исследование, проведённое Паулой Рубио-Фернандес и Сэмом Глаксбергом, показало, что двуязычные люди менее склонны к эгоцентрическому искажению, потому что выросли, обращая больше внимания на чужие мысли. Таким образом, им труднее отличить своё собственное мнение от мнения других.

## Реальные последствия

### Сотрудничество
Эгоцентрическое искажение может привести к обесцениванию вклада коллег и придание большей ценности собственной работе в условиях сотрудничества. Например, когда членам группы предложили сказать, какой процент от результата они создали, сумма была больше 100 %. Обычно люди легче могут вспомнить свой собственный вклад и, таким образом, придают ему больший вес и важность. Это относится как к положительным, так и к отрицательным факторам: в исследовании семейных пар каждый из супругов оценивал себя как более ответственного за помощь (уборку) и преуменьшал негативную деятельность (начинать споры).

### Психическое здоровье
Чрезмерно высокая или чрезмерно низкая демонстрация эгоцентрического искажения может быть показателем психического заболевания. Тревожные люди склонны видеть себя центром всех событий, происходящих вокруг, независимо от их природы и того, насколько они связаны с ними. С другой стороны, люди, страдающие от депрессии, могут быть менее склонны к эгоцентричности, о чём свидетельствует тот факт, что они обычно более реалистично оценивают свой вклад в групповую работу, в то время как не страдающие от депрессии участники часто завышают свой вклад.

### Голосование
Эгоцентрическое искажение также влияет на решение граждан голосовать на выборах. Во-первых, люди склонны принимать решение голосовать или воздержаться от голосования в соответствии с предполагаемыми действиями тех, кто поддерживает ту же партию или кандидата. Во-вторых, хотя каждый отдельный голос имеет очень мало силы в ходе крупных выборов, те, кто голосует, переоценивает значение своего бюллетеня. Более того, граждане демонстрируют эгоцентрическое искажение в сочетании с эффектом ложного согласия в своих предсказаниях результатов выборов. В исследовании, посвящённом президентским выборам в США в 2008 г., было установлено, что чем сильнее люди поддерживают определённого кандидата, тем выше вероятность того, что кандидат одержит победу на выборах. Например, те, кто решительно предпочитал Барака Обаму, предсказывали, что у него есть 65 % шанс стать президентом, в то время как те, кто предпочитал другого кандидата, оценивали его шансы на победу в 40 %.

## Рекомендуемая литература
- Thompson, Suzanne C.; Kelley, Harold H. Judgments of responsibility for activities in close relationships (англ.) // Journal of Personality and Social Psychology : journal. — 1981. — Vol. 41, no. 3. — P. 469—477. — doi:10.1037/0022-3514.41.3.469.
- Flynn, Francis J. How Much is it Worth to You? Subjective Evaluations of Help in Organizations (англ.) // Research in Organizational Behavior[англ.] : journal. — 2006. — Vol. 27. — P. 133—174. — ISBN 978-0-08-048067-1. — doi:10.1016/S0191-3085(06)27004-7.
- Kunda, Ziva. Social Cognition: Making Sense of People (неопр.). — MIT Press, 1999. — С. 93—94. — ISBN 978-0-262-61143-5.
- Burger, Jerry M.; Rodman, John L. Attributions of responsibility for group tasks: The egocentric bias and the actor-observer difference (англ.) // Journal of Personality and Social Psychology : journal. — 1983. — Vol. 45, no. 6. — P. 1232—1242. — doi:10.1037/0022-3514.45.6.1232. Архивировано 13 мая 2016 года.
- Savitsky, Ken. Egocentric bias // Encyclopedia of Social Psychology (англ.) / Baumeister, Roy F.; Vohs, Kathleen D.. — SAGE Publications, 2007. — ISBN 978-1-4522-6568-1.